# Daniel Chalonge
Daniel Chalonge (Grenoble, 21 gennaio 1895 – Parigi, 28 novembre 1977) è stato un astronomo e astrofisico francese, fu uno dei pionieri dell'astrofisica moderna.
Chalonge fu astronomo presso l'Osservatorio di Parigi e fu uno dei fondatori dell'Institut Astrophysique de Paris (Istituto astrofisico di Parigi). Coniugò la sua attività di astrofisico con l'altra grande passione della sua vita - la montagna - 
rendendosi protagonista di osservazioni e sperimentazioni presso le stazioni di ricerca in alta quota poste al Pic du Midi e al Jungfraujoch. 
Nel 1927 ideò e realizzò il tubo a idrogeno e tra il 1926 e il 1928, insieme a Lambert, il microfotometro (o microdensitometro).
Effettuò la prima misurazione scientifica dell'ozonosfera con lo spettrografo nel 1934.

## Riconoscimenti
In suo onore gli sono stati intitolati:
- Il cratere lunare Chalonge
- L'asteroide 2040 Chalonge
- Il Pic Chalonge, montagna nelle Alpi francesi alta 3343 m
- Una scuola internazionale di astrofisica a Parigi
- Un museo di astronomia e astrofisica a Erice